# Tubipora
Famille
Genre
Les Tubipora forment un genre de coraux anthozoaires (octocoralliaires), de l'ordre des Stolonifera, le seul de la famille des Tubiporidae.

## Liste des espèces
Selon World Register of Marine Species (31 mai 2020) :
- Tubipora chamissonis Ehrenberg, 1834
- Tubipora fimbriata Dana, 1846
- Tubipora hemprichi Ehrenberg, 1834
- Tubipora musica Linnaeus, 1758 — « Corail orgue »

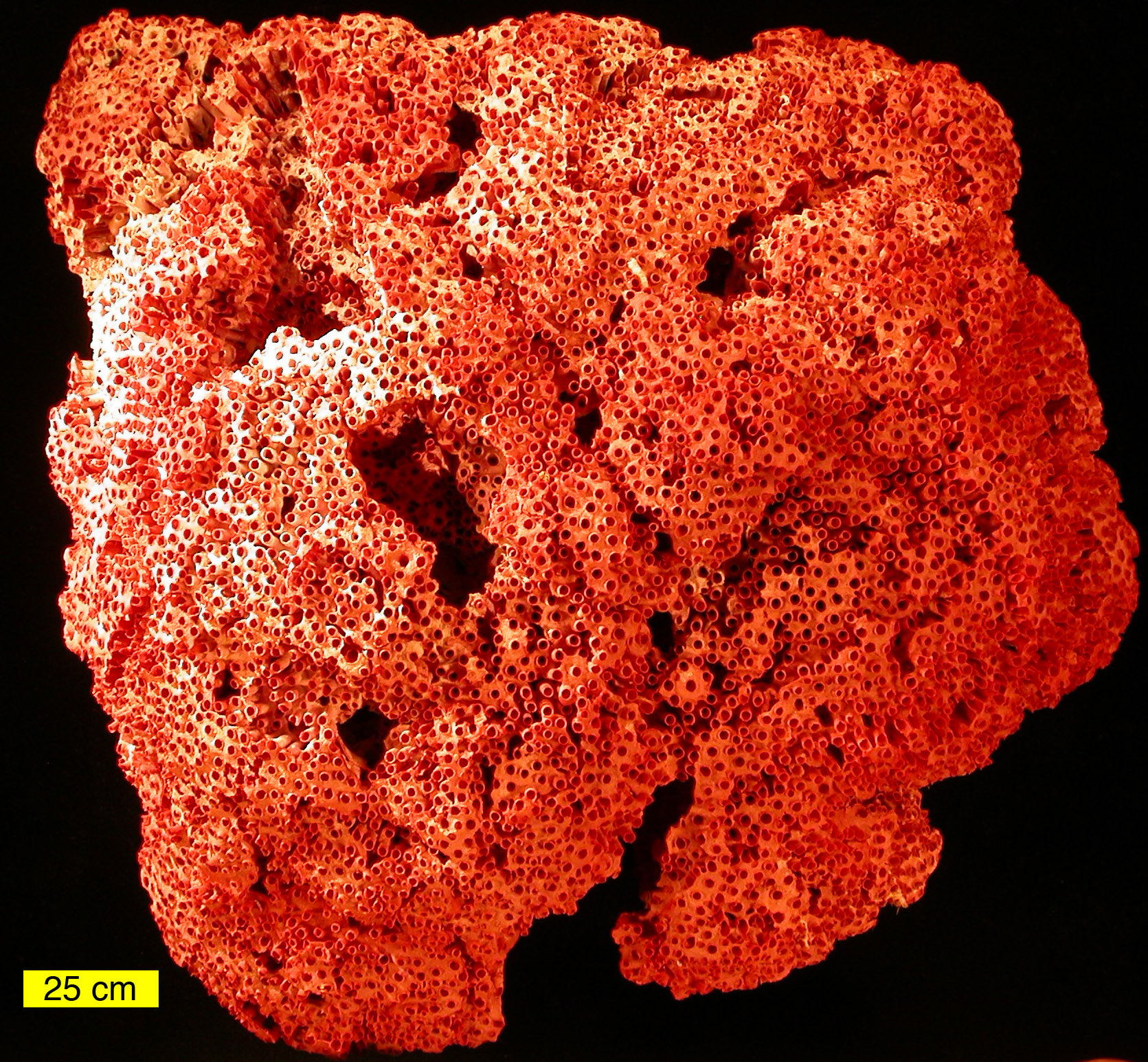
Tubipora musica

- Tubipora reptans Carter
- Tubipora rubeola Quoy & Gaimard, 1833
- Tubipora syringa Dana, 1846